# ザ・スリップ

『ザ・スリップ』（The Slip）はアメリカ合衆国のインダストリアル・ロックバンド、ナイン・インチ・ネイルズの7枚目のスタジオ・アルバム。2008年5月5日にバンドの公式HP上で無料ダウンロードの形で発表された。その後、リハーサル映像を収めたDVDやブックレット、ステッカーが付いたCDが250,000枚限定（シリアルナンバー付き）で発売された。Billboard 200では最高13位であった。またLPレコードでも発売された（シリアルナンバーやDVD、ステッカーは付かない）。

## 背景
2007年、トレント・レズナーはナイン・インチ・ネイルズ（以下、NIN）とインタースコープ・レコードとの契約が終了したこと、今後、NINの作品はインディーズでリリースしていくことを発表した。
2008年3月、その発言の通り、自身が立ち上げたThe Null Corporationより全編インストゥルメンタルで構成されたアルバム『ゴースツ I-IV』を発表した。

## 製作、レコーディング
本作は『ゴースツ I-IV』のリリース後まもなく、トレント・レズナーのホームスタジオで製作が始まり、1ヶ月で作曲、3週間でレコーディングされた。
プロデュースはトレント・レズナー、アッティカス・ロス、アラン・モウルダーが共同で務めた。
レコーディング・エンジニアはMicael Tuller、アッティカス・ロス、アラン・モウルダー、ミキシングはアラン・モウルダーが担当した。NINのライブメンバーである、ジョシュ・フリースやロビン・フィンク、アレッサンドロ・コルティーニが部分的にレコーディングに参加している。
レコーディング中、収録曲"Discipline"がマスタリングから24時間立たないうちにラジオで発表された。
同作は5月5日にダウンロードでの提供が始まったが、曲のレコーディングが終わったのはその4日前で、そこからミキシング、マスタリングを行い、アートワークが仕上げられた。アートワークは、『ウィズ・ティース』、『イヤー・ゼロ〜零原点…』、『ゴースツ I-IV』に続き、NINのアートディレクターを担当するロブ・シェリダン(Rob Sheridan)とトレント・レズナーが手がけた。

## リリース
『ゴースツ I-IV』と同じく、バンドのHP上で告知・リリースされた。
トレント・レズナーから、ファンの長年のサポートへの感謝、そして本作がそうしたファンへのプレゼントである旨のメッセージと共に、
音源を無料ダウンロードできるリンクがバンドのHPにアップされた。
アルバムはMP3以外にFLACやハイレゾ仕様等のフォーマットでも提供された。歌詞もID3タグによって各曲に付けられた。

ダウンロード数は5月の終わりには100万回を超え、CD盤やLPレコード盤が出る頃には200万回を超えた。

またクリエイティブ・コモンズ・ライセンスの下、誰でもリミックスを作成できる形でもリリースされた。リミックスした作品はremix.nin.comにアップロード、シェアすることが出来る。

CDはオーストラリアで7月19日、ヨーロッパで7月21日、アメリカ、カナダ、日本で7月21日、イギリスで7月28日に発売された。
日本盤CD（15,000枚）には鈴木喜之による解説、染谷和美による対訳が付いている。
LPレコードはアメリカ、カナダで8月12日、イギリスで8月18日に発売された。

## 収録曲
全曲、作詞・作曲は、トレント・レズナー

1. 999,999 - 1:25
2. 1,000,000 - 3:56
3. Letting You - 3:49
4. Discipline - 4:19
5. Echoplex - 4:45
6. Head Down - 4:55
7. Lights in the Sky - 3:29
8. Corona Radiata - 7:33
9. The Four of Us Are Dying - 4:37
10. Demon Seed - 4:59

### Limited Edition ボーナスDVD
2008年6月に行われたリハーサル映像 :
1. 1,000,000 (Live)
2. Letting You (Live)
3. Discipline (Live)
4. Echoplex (Live)
5. Head Down (Live)